# Niepołomice
Niepołomice (deutsch: Niepolomitz, Heidenau) ist eine Stadt im Powiat Wielicki der Woiwodschaft Kleinpolen in Polen. Sie ist Sitz der gleichnamigen Stadt-und-Land-Gemeinde mit etwa 27.250 Einwohnern.
Die Stadt liegt 25 km östlich von Krakau am Ufer der Weichsel am Wald Puszcza Niepołomicka. Sie besitzt das unter König Kasimir III. als Jagdschloss erbaute Königsschloss Niepołomice, dessen ursprünglicher Bau im 14. Jahrhundert errichtet wurde.

## Geschichte
Die Geschichte von Niepołomice ist durch den Wald und das Jagdschloss geprägt. Das Jagdschloss wurde nach einer Vergrößerung zur königlichen Nebenresidenz, in der vom 14. bis zum 17. Jahrhundert, insbesondere bis zum Tod von Stephan Báthory (1586) die Könige residierten. Nach der Verlegung der Hauptstadt nach Warschau (1610) wurde die Stadt Sitz eines Starostwo (Starostei). In der Folge kam sie an verschiedene Familien des Hochadels, u. a. an die Branicki und die Lubomirski. Der Schwedeneinfall 1655 setzte dem Glanz der Stadt ein Ende. Die Erste Polnische Teilung brachte sie an Österreich, das hier ein Bezirksgericht und verschiedene andere Behörden einrichtete sowie den Marktplatz schuf. In der Mitte des 19. Jahrhunderts wurde die Stadt an das galizische Schienennetz angeschlossen. 2007 wurde die aus den Tuchhallen in Krakau in das Königsschloss verlegte Galerie der polnischen Kunst des 19. Jahrhunderts eröffnet.

## Sehenswürdigkeiten

### Pfarrkirche

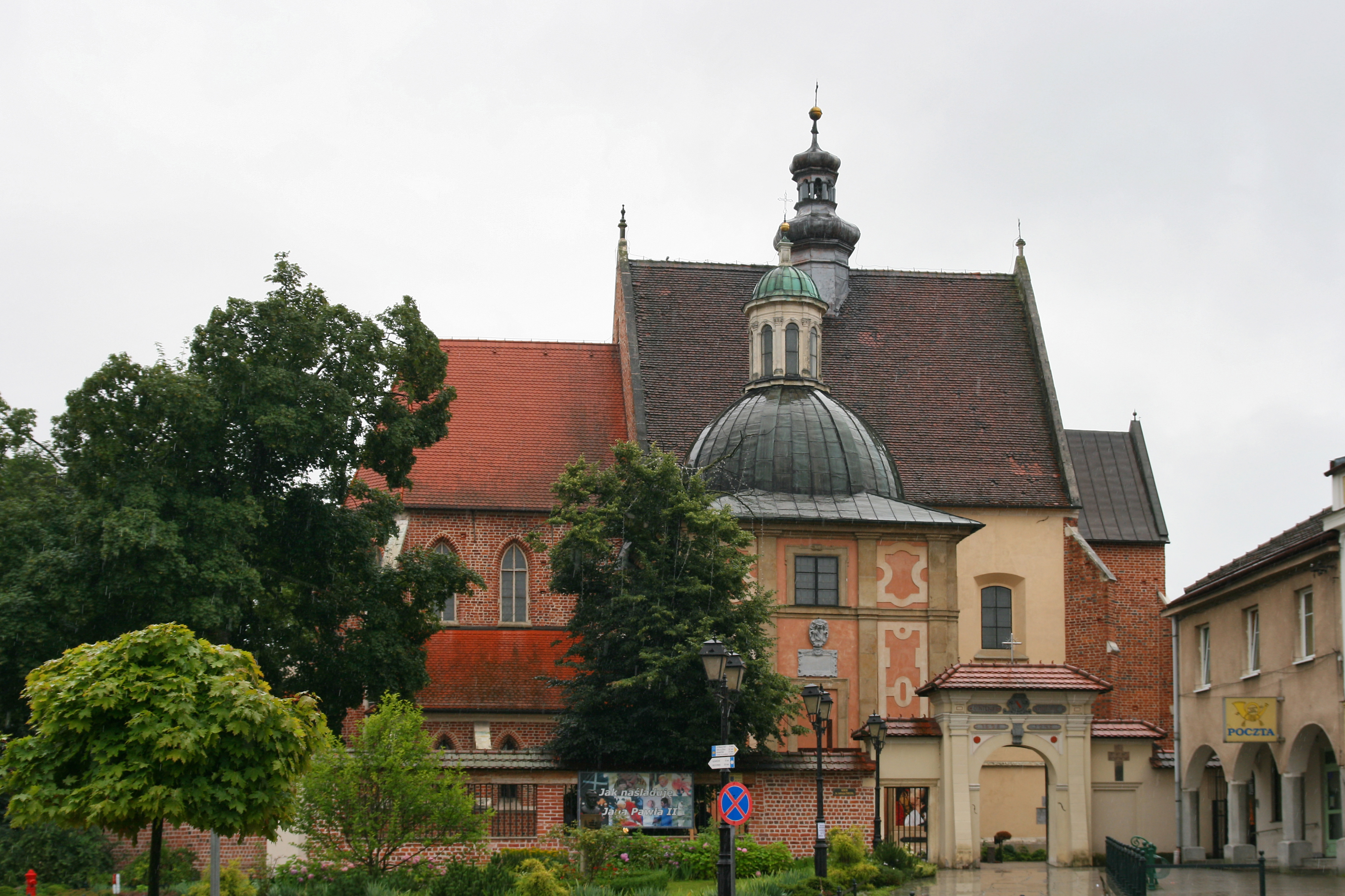
Die Pfarrkirche

Die ab 1349 errichtete gotische, 1696 barock umgestaltete Pfarrkirche Unserer Lieben Frauen und der 10.000 Märtyrer (Kościół Dziesięciu Tysięcy Męczenników) ist eine ursprünglich zweischiffige, später vermutlich unter Einfluss von Tylman van Gameren einschiffig mit Tonnengewölbe umgebaute Kirche vom Typ der Kasimirskirchen (vgl. Stopnica, Szydłów, Wiślica). Sie besitzt eine Renaissancekapelle der Branicki von Santi Gucci und toskanisch-emilianische polychrome Wandmalerei in der Sakristei aus der Zeit um 1360.

### Schloss Niepołomice

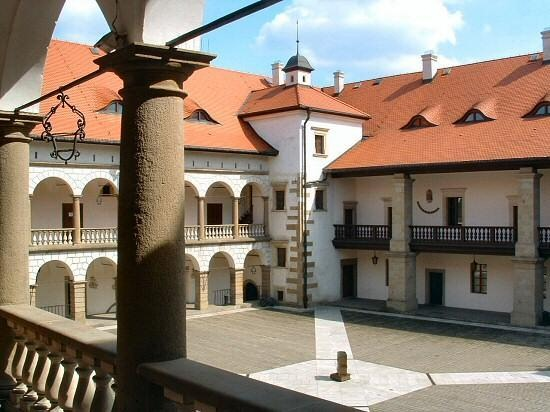
Innenhof des Schlosses

Das bestehende Schloss, das dem Typ der regelmäßigen italienischen Paläste entspricht, ist ein in den Jahren 1550 bis 1571 für König Sigismund II. August errichteter Renaissancebau, dessen vier Flügel um einen nahezu quadratischen Innenhof angeordnet sind. Das zweite Obergeschoss wurde um 1800 abgetragen. Drei Flügel werden von 1637 errichteten Arkadengängen gesäumt, die im Erdgeschoss von Pfeilern und im Obergeschoss von Säulen getragen werden. Das von einer Balustrade abgeschlossene Zufahrtstor mit einem Portal aus dem Jahr 1550 liegt in der Achse des Nordflügels.

### Rathaus

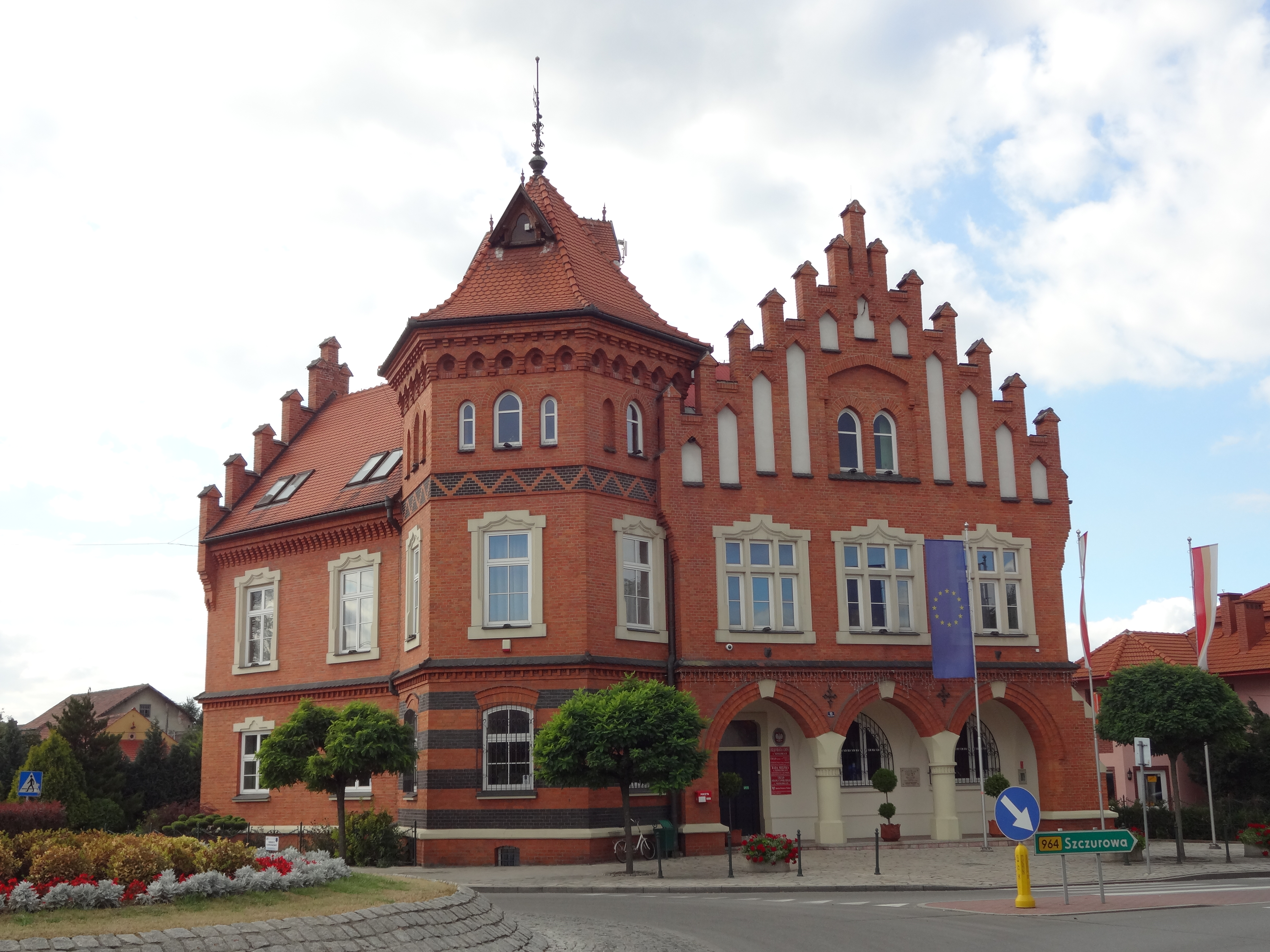
Rathaus

Beachtenswert ist auch das Rathaus im Stil der volkstümlichen Romantik von Jan Sas-Zubrzycki aus dem Jahr 1903.

### Benediktinerinnenabtei Staniątki

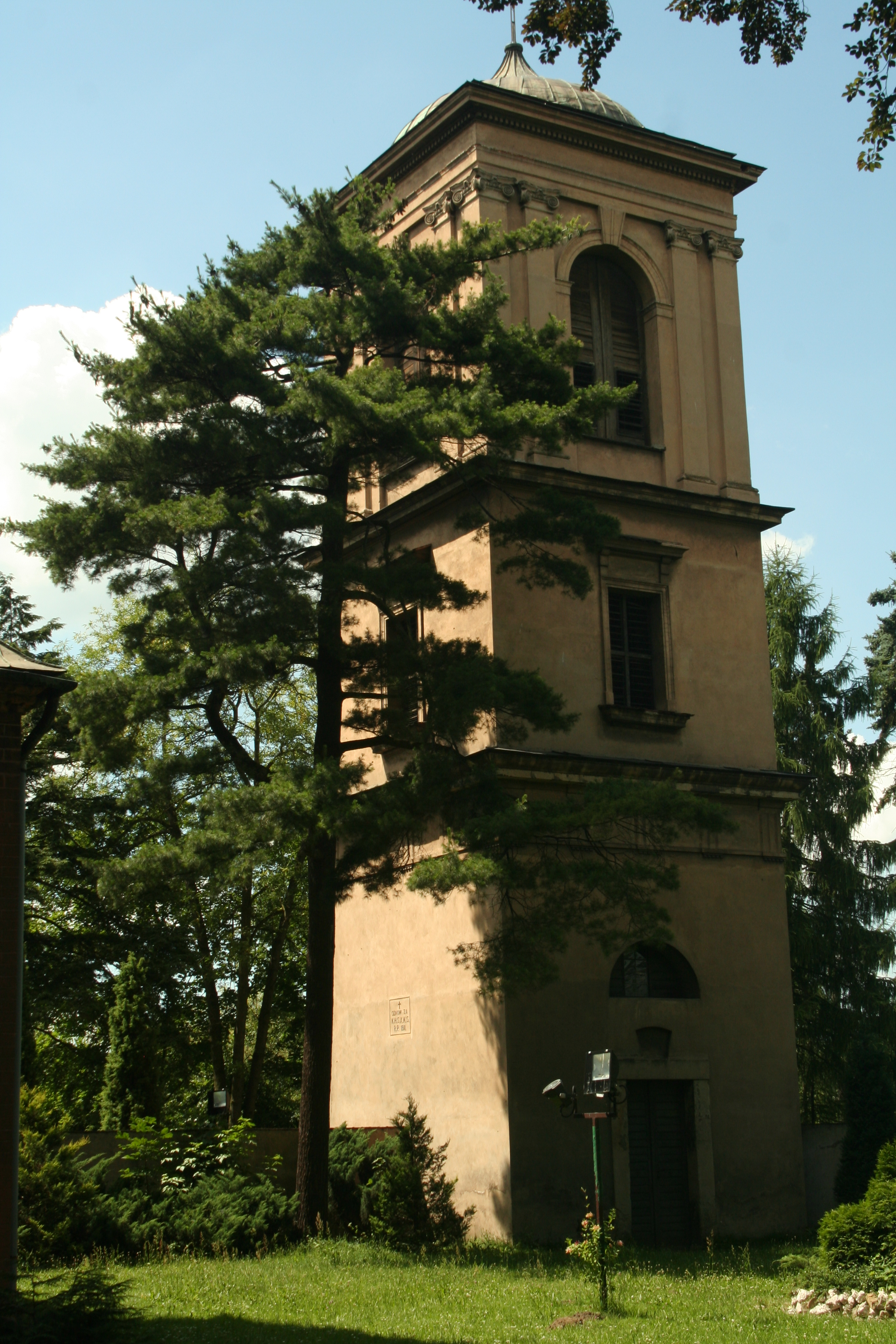
Der Glockenturm der Abtei Staniątki

Die Benediktinerinnenabtei in Staniątki wurde 1228 gegründet und unter Kaiser Joseph II. im Jahr 1784 in eine Schule umgewandelt.

## Wirtschaft
In Niepołomice befindet sich ein Werk des Nutzfahrzeugherstellers MAN Truck & Bus. Es ist der zweitwichtigste Standort des Unternehmens. Es deckt die gesamte LKW-Produktpalette des Konzerns ab (leichte, mittlere und schwere LKW). Seit der Erweiterung in den Jahren 2022/2023 hat sich Produktionskapazität verdreifacht.
Daneben haben sich eine Tochter der Coca-Cola Company, der Fensterhersteller Oknoplast (in Ochmanów), der Tierfutterhersteller Royal Canin und DHL in der Gemeinde niedergelassen.

## Verkehr
Verbindungen zwischen Niepołomice, Krakau und Wieliczka werden durch den Busverkehr realisiert. Am 28. Dezember 2010 hat die MPK Krakau die Buslinien Nr. 211 nach Chobot Leśniczówka, 221 zur Endstation Mały Płaszów sowie die beschleunigte Linie Nr. 301 (ursprünglich zur Endstation Dworzec Płaszów, letztendlich verlängert bis Nowy Kleparz) eingeführt. Vom 16. September 1858 bis nach Niepołomice fuhr ein Zug von Krakau aus, jedoch wurde im Jahr 2005 die Eisenbahnstrecke aufgrund einer Entscheidung des damaligen Bürgermeisters Stanisław Kracik vollständig aufgelassen. In der Stadt gab es den Bahnhof Niepołomice und den Haltepunkt Niepołomice Pasternik. Auf dem Stadtgebiet befindet sich auch der stillgelegte Haltepunkt Podgrabie Wisła. Im März 2023 wurde ein Vertrag über den Bau der Bahnstrecke Podgrabie Wisła (Eisenbahnstrecke 95 Krakau Mydlniki - Podłęże) – Niepołomice unterzeichnet. Züge werden an drei neuen Haltepunkten halten: Niepołomice MAN, Niepołomice Boryczów, Niepołomice. Der Bau soll bis 2029 abgeschlossen sein. Derzeit befinden sich die nächstgelegenen aktiven Bahnhöfe in Staniątki und Podłęże an der Tarnów-Krakau-Linie. Auf dem Stadtgebiet verläuft der Weichselradweg (Wiślana Trasa Rowerowa, WTR) entlang des Weichselufers in Richtung Krakau und Szczucin.

## Gemeinde
Die Stadt- und Landgemeinde Niepołomice zählt mehr als 27.000 Einwohner auf einer Fläche von 95 km². 

### Gemeindepartnerschaften
- Fiesso Umbertiano  (Italien)
- Gommern (Deutschland)
- Kobeljaky (Ukraine)
- Saint-Jean-de-la-Ruelle (Frankreich)
- Shihoro (Japan)
- Siuntio (Finnland)

## Söhne und Töchter der Stadt
- Albrecht der Jagiellone (1527–1527), Prinz von Polen und Litauen, Sohn von Sigismund dem Alten und Bona Sforza
- Emil Bobrowski (1876–1938), Mediziner und Politiker
- Wiktor Hoechsman (1894–1977), Radrennfahrer
- Igor Pieprzyca (* 2008), Fußballspieler